# Sjargej Nasevitsj
Sjargej Nasevitsj (31 mei 1973) is een Wit-Russische dammer en damtrainer (van onder andere Andrej Toltsjikov, Ihar Mikhaltsjenka en Irina Pasjkevitsj). 
Hij nam deel aan het wereldkampioenschap voor junioren in 1990 (2e plaats met 11 uit 9 achter kampioen Igal Koifman met 16 punten) en 1992 (4e plaats met 11 uit 9 achter onder andere kampioen Aleksandr Georgiejev met 16 punten). 
Hij won het Wit-Russische kampioenschap in 2001, 2002 (gedeeld met Anatoli Gantvarg), 2010, 2015 en 2017. 
Zijn beste resultaat in internationale kampioenschappen is de 7e plaats in het wereldkampioenschap 2005 dat in Amsterdam  werd gespeeld. 

## Resultaten in internationale kampioenschappen
Hij nam 4x deel aan het Europees kampioenschap met de volgende resultaten: 
| Jaar | Locatie     | Klassering    | Score       | W–R-V        |
| ---- | ----------- | ------------- | ----------- | ------------ |
| 2002 | Domburg     | uitgeschakeld | in 3e ronde | door Milsjin |
| 2008 | Tallinn     | 39e           | 9-9         | 2-5-2        |
| 2010 | Murzasichle | 25e           | 9-10        | 2-6-1        |
| 2014 | Tallinn     | 27e           | 9-10        | 4-2-3        |

Hij nam 3x deel aan de cyclus om het wereldkampioenschap met de volgende resultaten: 
| Jaar | Locatie   | Klassering                | Score | W-R-V |
| ---- | --------- | ------------------------- | ----- | ----- |
| 1992 |           | 14e in Oost-Eur. zonetrn. | 13-9  | 0-9-4 |
| 2005 | Amsterdam | 7e                        | 11-11 | 2-7-2 |
| 2017 | Tallinn   | 22e in groep B            | 9-7   | 2-3-4 |